# 214487 Baranivka
214487 Baranivka è un asteroide della fascia principale. Scoperto nel 2005, presenta un'orbita caratterizzata da un semiasse maggiore pari a 3,1576461 UA e da un'eccentricità di 0,1376592, inclinata di 6,37165° rispetto all'eclittica.
L'asteroide è dedicato all'omonima località ucraina, rinomata per la lavorazione delle ceramiche.